# Reliktärer Halskrausenflughund
Der Reliktäre Halskrausenflughund oder Ostafrikanische Halskrausenflughund (Myonycteris relicta) ist ein Fledertier aus der Gattung der Halskrausenflughunde (Myonycteris). Er kommt in Kenia, Tansania, Simbabwe und Mosambik vor.

## Merkmale
Der Reliktäre Halskrausenflughund erreicht eine Kopf-Rumpf-Länge von 90 bis 115 mm. Die Flügelspanne beträgt 65 bis 75 mm, die Schwanzlänge 5 bis 14 mm, die Ohrenlänge 17 bis 20 mm, die Unterarmlänge 26 bis 29 mm, die Hinterfußlänge 9 bis 22 mm, das Gewicht 48 bis 54 g, die Schädellänge 35,5 bis 39,2 mm und die Schädelbreite 20,6 bis 22 mm. Die Geschlechter ähneln sich. Das dichte, am Kopf wollige Fell, erstreckt sich auf halbem Weg entlang der Unterarme und marginal auf der Flughaut entlang der Beine (aber nicht bis zum Knöchel) und weiter bis zur Schwanzflughaut jedoch nur neben den Beinen. Die Fellhaare des Mittelrückens sind 7 bis 8 mm lang. 
| 2 | · | 1 | · | 3 | · | 2 | = 32 |
| 2 | · | 1 | · | 3 | · | 2 | = 32 |

 Das Rückenfell ist hell bis mittel rötlichbraun. Die hell rosabraunen Haare haben rötlichbraune Spitzen. Es gibt keine Epauletten oder weiße Abzeichen auf der Schulter und auch keine Flecken unter den Ohren. Auf dem Kopf sind keine weißen Markierungen. Das Bauchfell ist rosabraun mit einer etwas dunkleren Haarbasis. Die Halskrause, die nur bei den adulten Männchen vorkommt, wird aus vergleichsweise rauen, hell orangen oder hell orangebraunen Haaren am Kinn, am Hals, am oberen Brustkorb bis zu den Schultern gebildet. Die Schnauze ist mäßig lang. Die Lippen sind ziemlich dick und leicht dehnbar. Die Ohren sind dunkelbraun. Die Augen sind groß. Die dunkelbraune Flughaut ist mit dem zweiten Zeh verbunden. Die Zehen sind bis zur Mitte des ersten Gliedes mit Schwimmhäuten versehen. Der Schädel ist kurz und grazil für einen afrikanischen Flughund. Das Rostrum ist von mittlerer relativer Länge und beträgt 36 bis 37 Prozent der Schädellänge. Das Gebiss ist vergleichsweise stark und einfach. Auf jeder Seite sind zwei untere Schneidezähne. Der beiden zweiten Molaren sind reduziert. Der dritte Molar fehlt. Der vierte Prämolar und der erste Molar sind länglich und nahezu rechtwinklig im okklusalem Umriss, wobei die Längsachsen leicht in Vorwärtsrichtung zu den lingualen Kieferseiten zeigen.

## Verbreitung

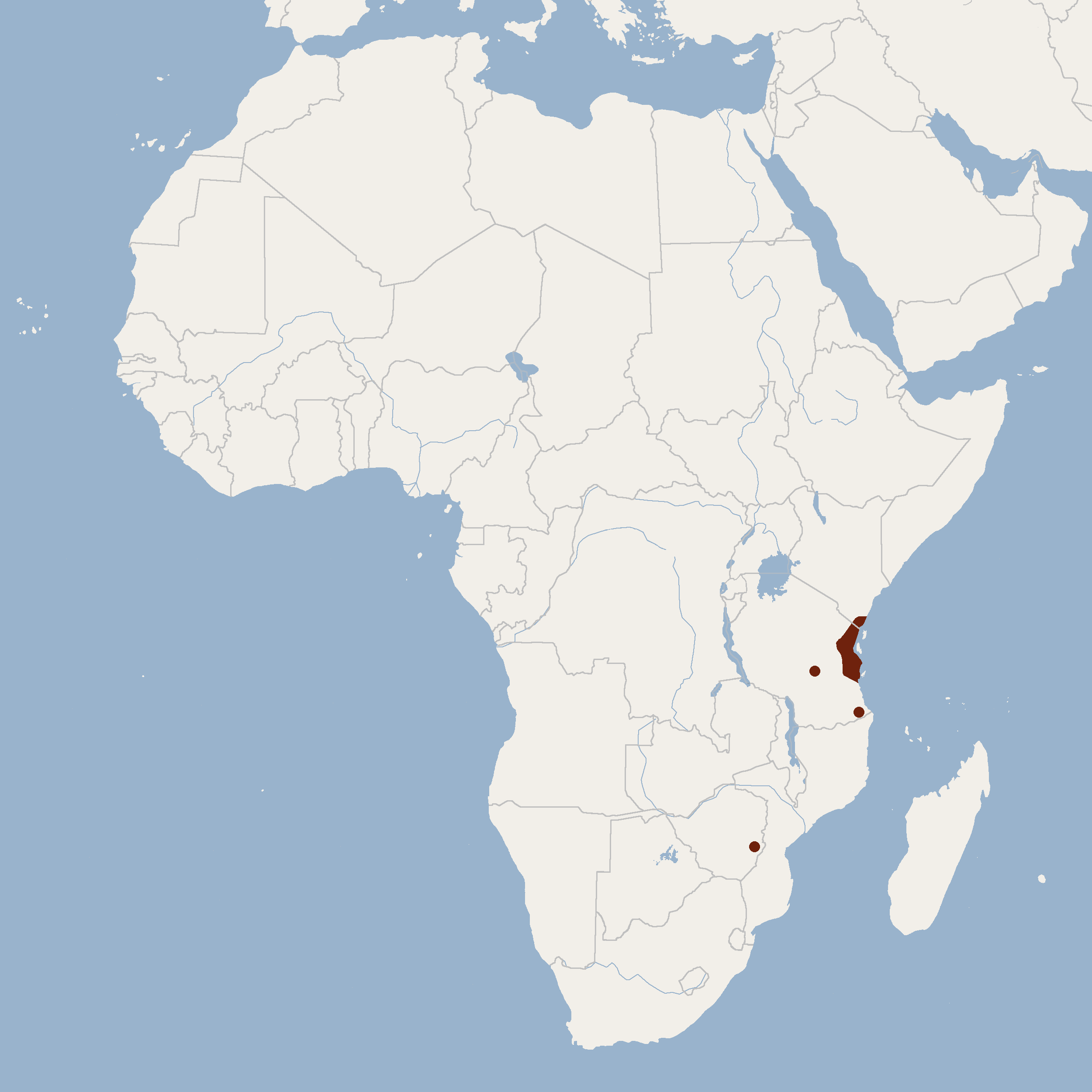
Verbreitungsgebiet des Reliktären Halskrausenflughunds (Myonycteris relicta)

Bergmans nennt Vorkommen aus den Shimba Hills im Südosten Kenias, den Usambara-Bergen und den Nguru Mountains in Tansania, mehreren anderen unveröffentlichten Fundorten in Tansania und aus zwei isolierten Orten im östlichen Simbabwe. Alle Orte, die mit einiger Genauigkeit bekannt sind, befinden sich in Waldflächen oder in undifferenzierter afromontaner Vegetation im ostafrikanischen Sansibar-Inhambane-Küstenwaldmosaik. Der Holotypus wurde am Mukanda-Fluss in den Shimba Hills gesammelt, die von einem Mosaik aus offenen Land- und Waldflächen bedeckt sind. Ara Monadjem konnte die Art im Chuizuia-Wald in Nordmosambik nachweisen.

## Lebensraum und Lebensweise
Der Reliktäre Halskrausenflughund bewohnt Wälder im Küstenwaldmosaik Ostafrikas und Binnenwälder in Höhenlagen von 120 bis 1000 m. Über seine Lebensweise ist nur wenig bekannt. Ein trächtiges Weibchen würde im November gesammelt und ein säugendes Weibchen sowie zwei halbausgewachsene Exemplare wurden im Februar gesammelt. Schlafplätze und Babystuben wurden bisher nicht entdeckt.

## Status
Der Reliktäre Halskrausenflughund wurde 1994 in die Kategorie „gefährdet“ (vulnerable) der Roten Liste gefährdeter Arten der IUCN aufgenommen. Im Jahr 2016 wurde der Status auf „nicht gefährdet“ (least concern) geändert. Über die Population dieser Art ist wenig bekannt. Fast alle Sammlungen bestanden aus einzelnen Exemplaren, die in Japannetzen gefangen wurden. Obwohl über die Ökologie und Biologie dieser Art wenig bekannt ist, gibt es einen beträchtlichen fortlaufenden Lebensraumverlust innerhalb des Verbreitungsgebietes (durch Abholzung, Brennholzernte und Umwandlung von Naturflächen in Agrarflächen).